# Ultimate Custom Night
Ultimate Custom Night is een computerspel uit 2018. Het is een spin-off van de serie Five Nights at Freddy's. Het doel van het spel is om de nacht te overleven in een restaurant, net zoals in de originele FNaF-spellen. De speler heeft de mogelijkheid om de moeilijkheidsgraad van alle animatronics aan te passen. Hoewel dit spel eigenlijk een spin-off van de FNaF-franchise is, wordt het soms Five Nights at Freddy's 7 genoemd.

## Animatronics
| Personage             | Debuut                    | Stem                   |
| --------------------- | ------------------------- | ---------------------- |
| Freddy Fazbear        | Five Nights at Freddy's 1 | geluidseffecten        |
| Bonnie the Bunny      | Five Nights at Freddy's 1 | geluidseffecten        |
| Chica the Chicken     | Five Nights at Freddy's 1 | geluidseffecten        |
| Foxy the Pirate Fox   | Five Nights at Freddy's 1 | Christopher McCullough |
| Toy Freddy            | Five Nights at Freddy's 2 | Darren Roebuck         |
| Toy Bonnie            | Five Nights at Freddy's 2 | geluidseffecten        |
| Toy Chica             | Five Nights at Freddy's 2 | Amber Lee Connors      |
| Withered Bonnie       | Five Nights at Freddy's 2 | Hans Yunda             |
| Withered Chica        | Five Nights at Freddy's 2 | Darbi Worley           |
| Golden Freddy         | Five Nights at Freddy's 2 | Kellen Goff            |
| Mangle                | Five Nights at Freddy's 2 | Jena Rundas            |
| The Puppet            | Five Nights at Freddy's 2 | Jena Rundas            |
| Dee Dee               | Five Nights at Freddy's 2 | Stephanie Quinn        |
| Phantom Freddy        | Five Nights at Freddy's 3 | geluidseffecten        |
| Phantom Mangle        | Five Nights at Freddy's 3 | geluidseffecten        |
| Phantom Balloon Boy   | Five Nights at Freddy's 3 | geluidseffecten        |
| Springtrap*           | Five Nights at Freddy's 3 | geluidseffecten        |
| Nightmare Freddy      | Five Nights at Freddy's 4 | Tim Simmons            |
| Nightmare Bonnie      | Five Nights at Freddy's 4 | geluidseffecten        |
| Nightmare Chica       | Five Nights at Freddy's 4 | geluidseffecten        |
| Nightmare Mangle      | Five Nights at Freddy's 4 | geluidseffecten        |
| The Nightmare Puppet  | Five Nights at Freddy's 4 | Aleks Le               |
| Nightmare Balloon Boy | Five Nights at Freddy's 4 | Matthew Curtis         |
| Nightmare             | Five Nights at Freddy's 4 | Eric Ward              |
| Nightmare Fredbear    | Five Nights at Freddy's 4 | Zach Hoffman           |
| Jack-O Bonnie         | Five Nights at Freddy's 4 | geluidseffecten        |
| Jack-O Chica          | Five Nights at Freddy's 4 | Keyondra Shanae        |
| Plushtrap*            | Five Nights at Freddy's 4 | geluidseffecten        |
| Funtime Foxy          | Five Nights at Freddy's 5 | Joe Gaudet             |
| Circus Baby           | Five Nights at Freddy's 5 | Heather Masters        |
| Ballora               | Five Nights at Freddy's 5 | Michella Moss          |
| Bonnet                | Five Nights at Freddy's 5 | Becky Shrimpton        |
| Orville Elephant      | Five Nights at Freddy's 5 | Peter Baker            |
| Happy Frog            | Five Nights at Freddy's 5 | Madison Brunoehler     |
| Mr. Hippo             | Five Nights at Freddy's 5 | Joe Gaudet             |
| Pigpatch              | Five Nights at Freddy's 5 | Christopher McCullough |
| Neddbear              | Five Nights at Freddy's 5 | August Sargenti        |
| Scrap Baby            | Five Nights at Freddy's 5 | Heather Masters        |
| Scraptrap*            | Five Nights at Freddy's 5 | geluidseffecten        |
| Ennard                | Five Nights at Freddy's 5 | Heather Masters        |
| Molten Freddy         | Five Nights at Freddy's 5 | Kellen Goff            |
| Funtime Chica         | Five Nights at Freddy's 6 | Becky Shrimpton        |
| Rockstar Freddy       | Five Nights at Freddy's 6 | Kai Skrotzki           |
| Rockstar Bonnie       | Five Nights at Freddy's 6 | George Osborne         |
| Rockstar Chica        | Five Nights at Freddy's 6 | Ally Johnson           |
| Rockstar Foxy         | Five Nights at Freddy's 6 | Joe Gaudet             |
| Helpy                 | Five Nights at Freddy's 6 | geluidseffecten        |
| Lefty                 | Five Nights at Freddy's 6 | Lena Hill              |
| Music Man             | Five Nights at Freddy's 6 | Matthew Curtis         |
| Bucket Bob            | Five Nights at Freddy's 6 | geluidseffecten        |
| No. 1 Crate           | Five Nights at Freddy's 6 | geluidseffecten        |

* = Alle alter ego's van William Afton zijn aangeduid met een asterisk.